# 613 заповедей
613 за́поведей (ивр. תרי"ג מצוות‎, тарьяг мицво́т) — перечень основных религиозных предписаний (мицва) в талмудическом иудаизме. Все заповеди этого списка перечислены в Торе. Один из наиболее авторитетных еврейских богословов Маймонид делил 613 заповедей на две главные категории: первая содержит 248 заповедей, обязывающих к исполнению определённых вещей, вторая — 365 заповедей, запрещающих определённые действия. Число запрещающих заповедей (365), согласно трактату Макот, — «по числу дней солнечного года», а число обязывающих заповедей (248) — «по числу органов человеческого тела».
Впервые подсчёт заповедей Торы упомянут в Талмуде (Макот 23 б), общепринятый список принадлежит Маймониду.

## Перечень заповедей по Маймониду
Нижеперечисленные заповеди приведены в труде Маймонида «Книга заповедей».

### Предписывающие заповеди

#### 1—50
- 1 Знать, что есть Бог (Исх. 20:2)

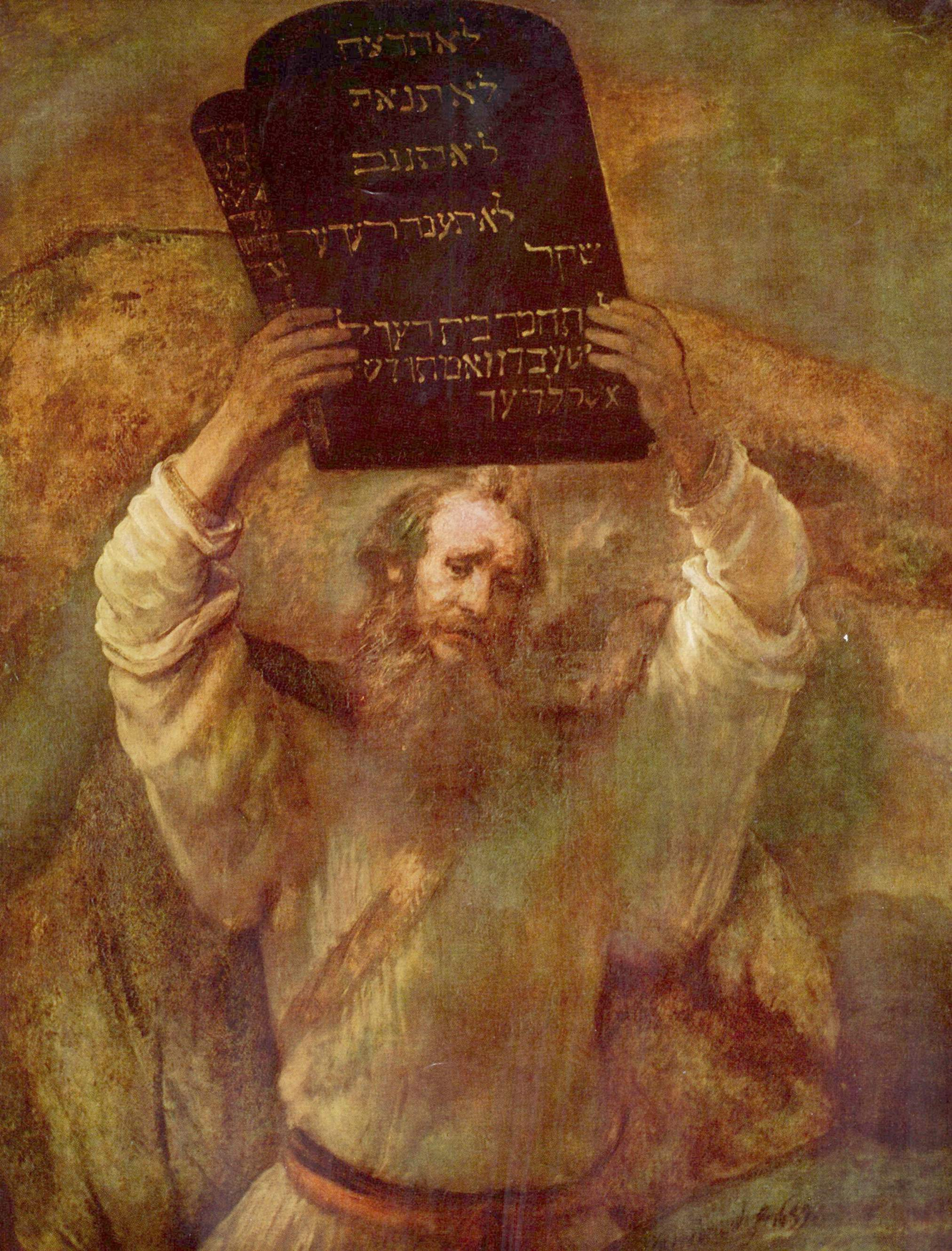
«Моисей, разбивающий скрижали». Рембрандт. 1659

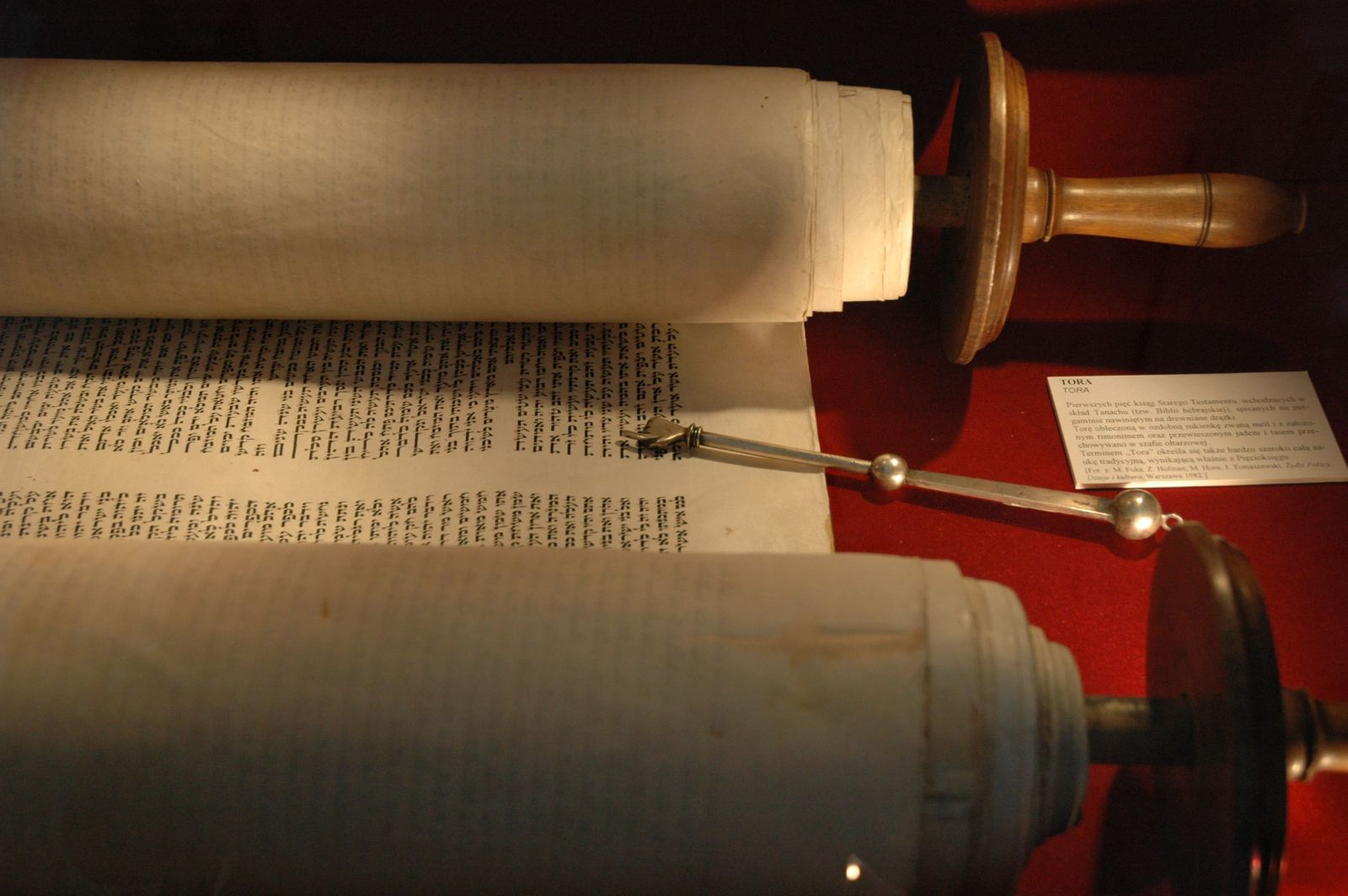
Свиток Торы

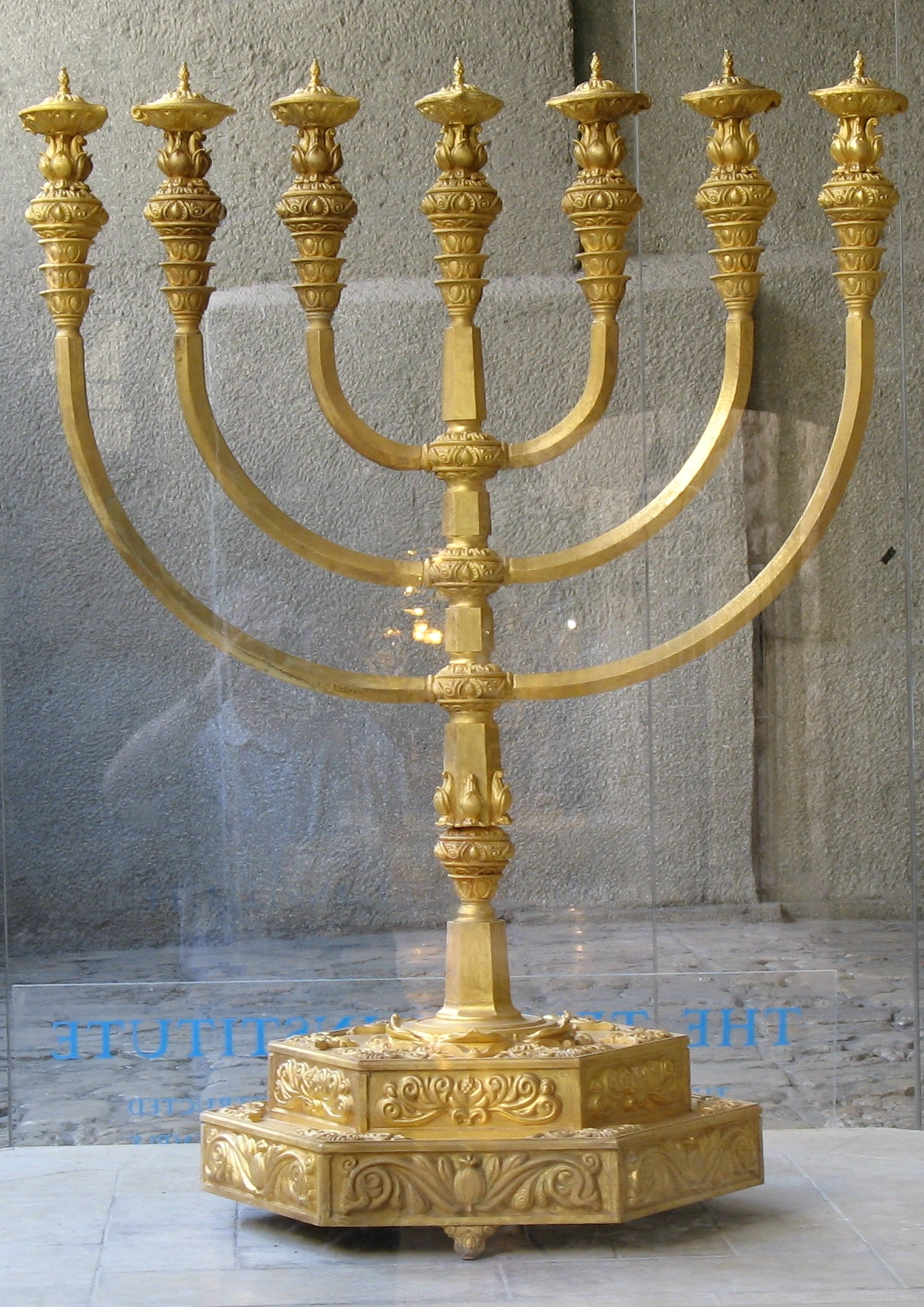
Менора

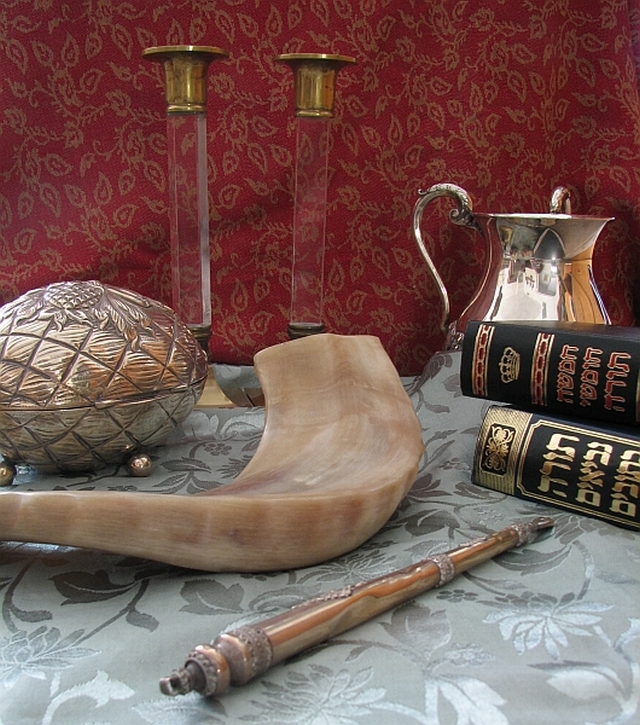
Иудаика. По часовой стрелке сверху: свечи шаббат, ритуальный кувшин для омовения рук, Хумаш и Танах, свиток Торы, яд (указка для чтения Торы), шофар и этрог

- 2 Знать, что Он — один (Втор. 6:4)
- 3 Любить Его (Втор. 6:5)
- 4 Бояться Его (Втор. 6:13)
- 5 Служить Ему (Исх. 23:25; Втор. 11:13, 13:5)
- 6 Стремиться к общению с мудрецами Торы (Втор. 10:20, 11:22)
- 7 Давать клятву Его именем (Втор. 10:20)
- 8 Уподобляться Всевышнему в Его действиях (Втор. 28:9)
- 9 Освящать Его имя (Лев. 22:32)
- 10 Читать Шма каждый день вечером и утром (Втор. 6:7)
- 11 Учить Тору и обучать ей других (Втор. 6:7)
- 12 Надевать головной тфилин (Исх. 13:9, 13:16; Втор. 6:8, 11:18)
- 13 Надевать ручной тфилин (Втор. 6:8)
- 14 Делать цицит (Чис. 15:38)
- 15 Устанавливать мезузу (Втор. 6:9)
- 16 Собираться всему народу на второй день Суккота на исходе каждого седьмого года для чтения Торы (Втор. 31:12)
- 17 Каждый царь, правящий еврейским народом, должен написать свиток Торы и не расставаться с ним (Втор. 17:18)
- 18 У каждого еврея должен быть свой свиток Торы (Втор. 31:19)
- 19 Благодарить Всевышнего после еды с обязательным насыщением семью плодами, выращенными собственноручно на собственном земельном наделе в Земле Израильской (Втор. 8:10)
- 20 Построить Храм (Исх. 25:8)
- 21 Чтить Храм (Лев. 19:30)
- 22 Охранять Храм (Чис. 18:2)
- 23 Предписание левитам нести службу в Храме (Чис. 18:23)
- 24 Омывать руки и ноги только кохенам перед началом служения в Храме (Исх. 30:19—20)
- 25 Зажигать светильники меноры (Исх. 27:21)
- 26 Ежедневно только кохенам благословлять народ Израильский (Чис. 6:23)
- 27 Возлагать ритуальные хлеба (Исх. 25:30)
- 28 Возлагать воскурение на золотой жертвенник (Исх. 30:7—8)
- 29 Постоянно поддерживать огонь на жертвеннике (Лев. 6:6)
- 30 Ежедневно убирать золу с жертвенника (Лев. 6:3)
- 31 Убрать с территории Храма осквернившихся (Чис. 5:2)
- 32 Почитать потомков Аарона — кохенов (Лев. 21:8)
- 33 Надевать особую одежду для работы в Храме (Исх. 28:2, 29:8)
- 34 Нести ковчег завета на плечах, если нужно его переместить (Чис. 7:9)
- 35 Изготавливать специальное масло для помазания первосвященника и царя (Лев. 21:10)
- 36 Нести службу в Храме по сменам (Втор. 18:6—8)
- 37 Повеление становиться ритуально нечистыми от своих умерших родственников (Лев. 21:2—3)
- 38 Повеление только для первосвященника взять в жёны девственницу (Лев. 21:13)
- 39 Ежедневно приносить в Храме жертву тамид (Чис. 28:3)
- 40 Ежедневно приносить хлебный дар (минху) (Лев. 6:13—14)
- 41 В шаббат приносить дополнительную жертву (мусаф) (Чис. 28:9)
- 42 В Рош Ходеш приносить дополнительную жертву (Чис. 28:11)
- 43 В каждый из семи дней Песаха приносить дополнительную жертву (Лев. 23:8)
- 44 Приносить жертву омер (Лев. 23:10)
- 45 Приносить мусаф на 50-й день со дня приношения омера (Чис. 28:26—27)
- 46 Принести в Храм 2 квасных хлеба вместе с жертвоприношениями в Ацерет (Лев. 23:17)
- 47 Приносить мусаф в 1-й день месяца тишрей (Чис. 29:1—2)
- 48 Приносить мусаф в 10-й день месяца тишрей (Чис. 29:7—8)
- 49 Исполнять особую службу в день поста (Лев. 16:1—34)
- 50 Приносить мусаф в дни Суккота (Чис. 29:12—13)

#### 51—100
- 51 Приносить мусаф на восьмой день праздника Суккот (Бем. 29:36)
- 52 Отмечать праздники в Храме 3 раза в году (Шмот 23:14)
- 53 Приходить в Храм во время праздников (Дв. 16:16)
- 54 Приносить жертву симха в праздники (Дв. 16:14)
- 55 Зарезать пасхального ягнёнка днём 14-го нисана (Шмот 12:6)
- 56 Вкушать мясо пасхальной жертвы жаренным на открытом огне в ночь на 15-го нисана (Шмот 12:8)
- 57 Делать «второй Песах» (Бем. 9:10-11)
- 58 Съесть мясо жертвы «второго Песаха» в ночь на 15-е ияра с мацой и горькой зеленью (Бем. 9:11)
- 59 Трубить в трубы в Храме во время праздничных жертвоприношений (Бем. 10:10)
- 60 Животное, приносимое в жертву, должно быть в возрасте не менее восьми дней (Ваик. 22:27)
- 61 Животные, приносимые в жертву, должны быть без телесных повреждений (Ваик. 22:21)
- 62 Солить каждую жертву (Ваик. 2:13)
- 63 Приносить жертву всесожжения (ола) (Ваик. 1:2-3)
- 64 Приносить жертву хатат по правилам (Ваик. 6:18)
- 65 Приносить жертву ашам по правилам (Ваик. 7:1)
- 66 Приносить жертву шламим по правилам (Ваик. 3:1)
- 67 Приносить жертву минха по правилам (Ваик. 2:1-10)
- 68 Суд должен принести жертву, если ошибся в принятии решения (Ваик. 4:13-14)
- 69 Отдельный человек должен принести жертву хатат, если он ошибся в выполнении некоторых запрещающих заповедей (Ваик. 4:27-28)
- 70 Приносить жертву ашам талуй, если есть сомнение, совершил ли человек грех, за который положен хатат, или нет (Ваик. 5:17-18)
- 71 Приносить жертву ашам вадай, если совершил определённые проступки (Ваик. 5:15)
- 72 Тем, кому положено, приносить жертву большей или меньшей стоимости (Ваик. 5:1-13)
- 73 Вслух исповедаться перед Всевышним в любом грехе, совершённом человеком (Бем. 5:6-7)
- 74 Мужчина, осквернённый истечением (семени), должен принести жертву после очищения (Ваик. 15:13-15)
- 75 Женщина, осквернённая истечением (из половых органов), должна принести жертву после очищения (Ваик.15:28-29)
- 76 Роженица должна принести жертву (Ваик. 12:2-8)
- 77 Каждый, кто был болен цараат, должен принести жертву после излечения (Ваик. 14:10, 21)
- 78 Отделять маасер от скота (Ваик. 27:32)
- 79 Посвятить Всевышнему первенцев (Шмот 13:2)
- 80 Выкупать первенца человека и выкуп отдавать кохену (Шмот 22:28)
- 81 Выкупать первенца осла (Шмот 34:20)
- 82 Проломить ослёнку затылок, если хозяин не желает выкупить его (Шмот 34:20)
- 83 Принести все жертвы, которые обязан принести человек, как положенные по закону, так и обеты, в ближайший праздник (Дв. 12:5-6)
- 84 Приносить все жертвы только в Храме (Дв. 12:14)
- 85 Приносить в Храм все предписанные жертвы, даже из других стран (Дв. 12:21, 26)
- 86 Выкупить посвящённых для жертвоприношения животных, у которых есть порок (Дв. 12:15)
- 87 Посвятить для жертвоприношения животное, на которое обменяли жертвенное животное (тмура) (Ваик. 27:33)
- 88 Съесть остатки жертвы минха (Ваик. 6:9)
- 89 Съесть мясо жертв хатат и ашам (Шмот 29:33)
- 90 Сжечь освящённое мясо, которое осквернилось (Ваик. 7:17)
- 91 Сжечь мясо жертвы, которое не успели съесть (Ваик. 7:17)
- 92 Назорею отращивать волосы (Бем. 6:5)
- 93 Назорею сбрить волосы во время принесения его жертв по окончании времени обета (Бем. 6:9, 13, 18)
- 94 Выполнять все принятые нами обеты (Дв. 23:24)
- 95 Разрешение обетов (Бем. 30:3-16)
- 96 Человек, прикоснувшийся к трупу животного, становится ритуально нечистым (тамэ) (Ваик. 11:8, 24)
- 97 Человек, прикоснувшийся к одному из восьми видов шрацим, становится тамэ (Ваик. 11:29-30)
- 98 Определять ритуальную нечистоту продуктов питания и напитков (Ваик. 11:34)
- 99 Нида передаёт ритуальную нечистоту (Ваик. 15:19-27)
- 100 Роженица передаёт ритуальную нечистоту (Ваик. 12:1-7)

#### 101—150

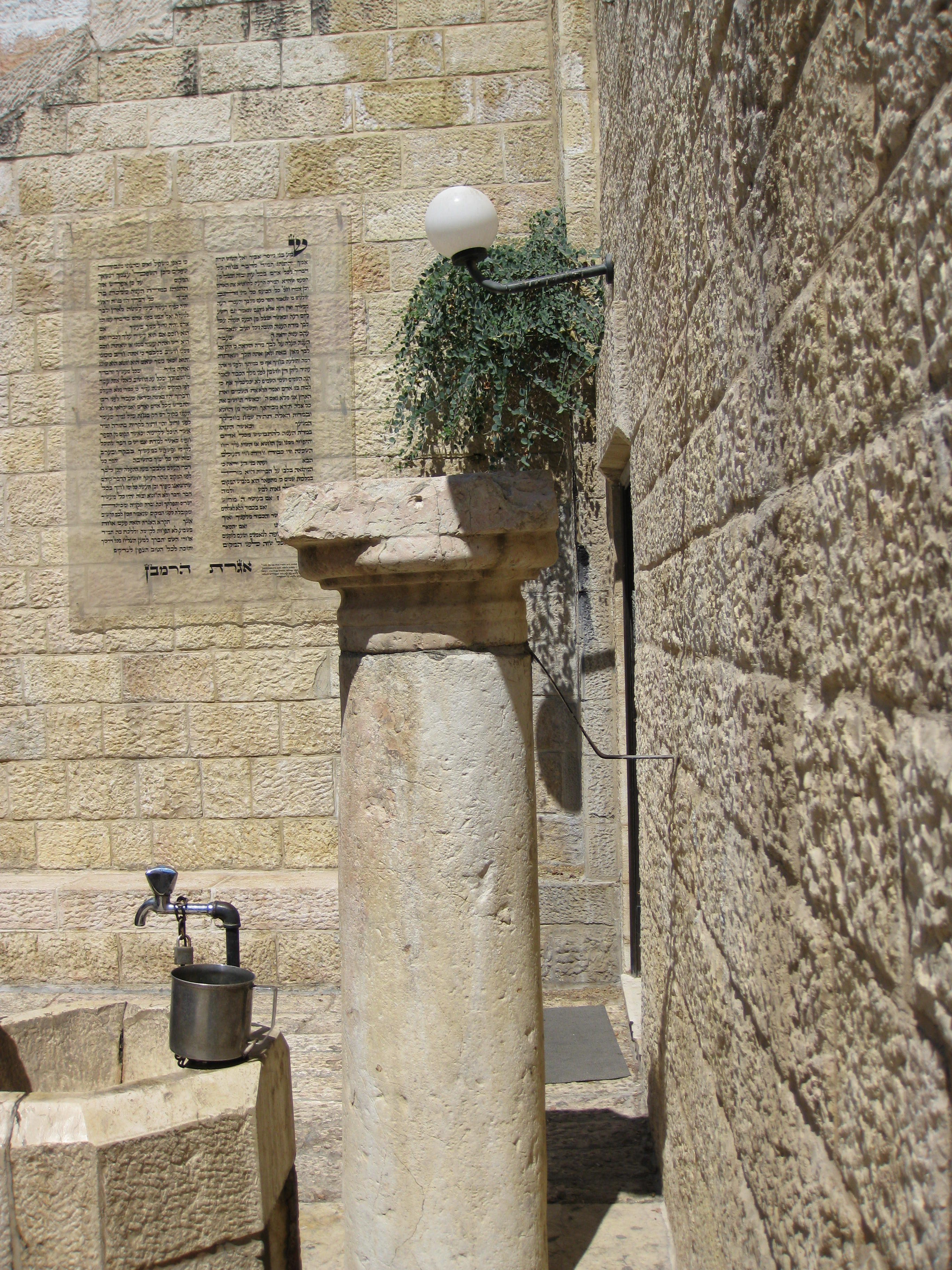
Место для ритуального омовения рук у входа в синагогу «Рамбан». Иерусалим. Еврейский квартал

- 101 Поражённый цараат передаёт ритуальную нечистоту (Ваик. 13:1-46)
- 102 Одежда, поражённая цараат, передаёт ритуальную нечистоту (Ваик. 13:47-59)
- 103 Дом, поражённый цараат, передаёт ритуальную нечистоту (Ваик. 14:34-48)
- 104 Истекающий слизью (зав) передаёт ритуальную нечистоту (Ваик. 15:1-12)
- 105 Мужчина, у которого произошло излияние семени, передаёт ритуальную нечистоту (Ваик. 15:16-18)
- 106 Зава передаёт ритуальную нечистоту (Ваик. 15:25-27)
- 107 Мёртвый человек является источником ритуальной нечистоты (Бем. 19:11-22)
- 108 Законы очистительной воды (Бем. 19:17)
- 109 Окунаться в микве, для очищения от всех видов тумы (Ваик. 15:16)
- 110 Очищение от цараат должно производиться по правилам (Ваик. 14)
- 111 Излечившийся от цараат должен сбрить волосы (Ваик. 14:9)
- 112 Делать опознавательный знак на поражённом цараат (Ваик. 13:45)
- 113 Приготовить пепел красной коровы (Бем. 19:9)
- 114 Законы оценки человека (Ваик. 27:2)
- 115 Законы оценки «нечистых» животных (Ваик. 27:11-12)
- 116 Законы оценки домов (Ваик. 27:14)
- 117 Законы оценки полей (Ваик. 27:16, 22)
- 118 Возвращать стоимость пользования имуществом, добавив пятую часть (Ваик. 5:16)
- 119 Посвящать Всевышнему плоды, созревшие на четвёртый год после посадки дерева (нэта рэвай) (Ваик. 19:24)
- 120 Оставлять неубранным край поля или сада (пэа) при сборе урожая (Ваик. 19:10)
- 121 Оставлять в поле упавшие колосья (лекет) (Ваик. 23:22)
- 122 Оставлять в поле забытые снопы (шихеха) (Дв. 24:19)
- 123 Оставлять мелкие гроздья винограда (олелот) во время сбора урожая для бедных (Ваик. 19:10)
- 124 Оставлять упавшие во время сбора урожая виноградины (пэрет) для бедных (Ваик. 19:10)
- 125 Отделять первые плоды нового урожая (бикурим) и приносить их в Храм (Шмот 23:19)
- 126 Отделять трума гдола для коханим (Дв. 18:4)
- 127 Отделять маасер от урожая (Ваик. 27:30, Бем. 18:21, 24)
- 128 Отделять маасер шени (Дв. 14:22-23)
- 129 Отделять маасер от полученного маасера и отдавать коханим (Бем. 18:26)
- 130 Отделять маасер они в третий и в шестой годы вместо маасер шени (Дв. 14:28-29)
- 131 Провозглашать перед Всевышним об отделении маасрот и трумот (видуй маасер) (Дв. 26:13)
- 132 Микра бикурим (Дв. 26:4-10)
- 133 Отделять часть от теста (халу) и отдавать кохену (Бем. 15:20)
- 134 Отказаться от права собственности на всё, что взрастит земля в седьмой год (Шмита) (Шмот 23:10, Шмот 23:11)
- 135 Прекратить обработку земли в седьмой год (Шмот 34:21, Ваик. 25:4)
- 136 Освящать пятидесятый год, то есть прекратить обработку земли, как и в седьмой год (Лев. 25:10)
- 137 Трубить в шофар десятого тишрея в пятидесятый год (Лев. 25:9, 10)
- 138 Возвращать в пятидесятый год земельные участки прежним владельцам (Ваик. 25:13, 24)
- 139 Можно выкупить владение, проданное в городе, обнесённом стеной, в течение года после продажи (Ваик. 25:29-30)
- 140 Вести счёт каждого пятидесятого и каждого седьмого года (Ваик. 25:8)
- 141 Отменить все долги в седьмой год (Дв. 15:3)
- 142 Взыскивать долги с нееврея (Дв. 15:3)
- 143 Отдавать плечо, щёки и желудок принесённого в жертву животного в дар кохену (Дв. 18:3)
- 144 Отделять решит гез в дар кохену (Дв. 18:4)
- 145 Рассматривать дела, связанные с харамим (Ваик. 27:28)
- 146 Делать шхиту животным, которые идут в пищу (Дв. 12:21)
- 147 Покрывать кровь, вытекшую во время шхиты (Ваик. 17:13)
- 148 Отсылать птицу-мать от гнезда, если хочешь взять яйца или птенцов (Дв. 22:6-7)
- 149 Проверять признаки кошерности у скота и зверей (Ваик. 11:2-3)
- 150 Проверять признаки кошерности у птиц (Дв. 14:11)

#### 151—200
- 151 Проверять признаки кошерности саранчи (Ваик. 11:21)
- 152 Проверять признаки кошерности рыб (Ваик. 11:9)
- 153 Вести счёт месяцам и годам (Шмот 12:2)
- 154 Отдыхать в шаббат (Шмот 23:12)
- 155 Сказать во время наступления шаббата и по его исходе о величии и возвышенности этого дня и его выделенности среди других дней (Шмот 20:7)
- 156 Устранить хамец из наших владений днём 14-го нисана (Шмот 12:15)
- 157 Рассказывать об исходе из Египта в ночь на 15-е нисана (Шмот 13:8)
- 158 Есть мацу в ночь 15-го нисана (Шмот 12:18)
- 159 Отдыхать от работы в первый день Песаха (Шмот 12:16)
- 160 Отдыхать в седьмой день Песаха (Шмот 12:16)
- 161 Вести счёт омера (Ваик. 23:15-16)
- 162 Отдыхать от работы в Ацерет (Ваик. 23:16, 21)
- 163 Отдыхать от работы 1-го Тишрея (Ваик. 23:24)
- 164 Поститься 10-го Тишрея (Ваик. 16:29)
- 165 Отдыхать в этот день от работы (Ваик. 16:31)
- 166 Отдыхать в первый день праздника Суккот (Ваик. 23:34-35)
- 167 Отдыхать в восьмой день праздника Суккот (Ваик. 23:36)
- 168 Жить в сукке семь дней (Ваик. 23:42)
- 169 Возносить лулав и радоваться перед Всевышним семь дней (Ваик. 23:40)
- 170 Слушать шофар 1-го Тишрея (Бем. 29:1)
- 171 Отдавать полшекеля каждый год (в Храмовую казну) (Шмот 30:12, Шмот 30:13)
- 172 Слушаться каждого из (истинных) пророков (Дв. 18:15)
- 173 Поставить над нами еврейского царя (Дв. 17:14-15)
- 174 Подчиняться указаниям Бейт-дин ха-гадоль (Дв. 17:10-11)
- 175 Следовать за большинством в случае голосования в бейт-дине (Шмот 23:2)
- 176 Назначать судей и судебных исполнителей (Дв. 16:18)
- 177 Обеспечивать равноправие сторон в суде (Ваик. 19:15)
- 178 Давать свидетельские показания перед судом (Ваик. 5:1)
- 179 Проверять показания свидетелей (Дв. 13:15)
- 180 Применять к лжесвидетелям то же наказание, которое должно было быть применено по отношению к оклеветанному ими (Дв. 19:18-19)
- 181 Проламывать голову тёлке, если в поле был обнаружен труп человека, и неизвестно, кто его убил (Дв. 21:1-8)
- 182 Выделить шесть городов-убежищ для виновных в неумышленном убийстве (Дв. 19:3)
- 183 Выделить города для левиим, чтобы они жили там, потому что у них нет земельного надела (Бем. 35:2)
- 184 Устранить потенциальную опасность из наших жилищ: делать ограждения на крышах, вокруг ям и т. п. (Дв. 22:8)
- 185 Уничтожать любых идолов и культовые сооружения (Дв. 12:2, 3, 7:5)
- 186 Истребить всех жителей ир ха-нидахат, а сам город сжечь (Дв. 13:16-17)
- 187 Истребить и уничтожить семь народов, так как они были источником идолопоклонства (Дв. 20:16-17)
- 188 Истребить потомков Амалека (Дв. 25:19)
- 189 Помнить о том, что сделал нам Амалек (Дв. 25:17-18)
- 190 Соблюдать правила ведения войны с другими народами (Дв. 20:10-11)
- 191 Назначить коэна, который будет наставлять народ перед сражением (Дв. 20:2, 5-7)
- 192 Устроить отхожее место вне воинского стана (Дв. 23:13)
- 193 Каждый боец должен иметь лопатку (Дв. 23:10, 14)
- 194 Возвращать похищенное (Ваик. 5:23)
- 195 Давать цдаку и поддерживать бедняков (Дв. 15:7-8, Ваик. 25:35-36)
- 196 Награждать раба-еврея подарками и помогать ему по выходе на свободу (Дв. 15:13-14)
- 197 Давать взаймы бедняку (Шмот 22:24)
- 198 Брать проценты с нееврея (Дв. 23:21)
- 199 Возвращать залог его хозяевам-евреям, когда он им нужен (Шмот 22:25, Дв. 24:13)
- 200 Выдавать плату наёмному работнику в тот же день (Дв. 24:15)

#### 201—248
- 201 Дв. 23:25-26 Наёмный работник может есть от плодов, которые он обрабатывает
- 202 Шмот 23:5 Снимать поклажу с упавшей скотины
- 203 Дв. 22:4 Нагружать поклажу на скотину, если её хозяину нужна помощь
- 204 Шмот.23:4, Дв. 22:1 Возвращать пропажу её владельцу
- 205 Ваик. 19:17 Предупреждать и упрекать совершающего проступок или задумавшего совершить таковой
- 206 Ваик. 19:18 Любить ближнего, как самого себя
- 207 Дв. 10:19 Любить герим
- 208 Ваик. 19:36 Выверять измерительные инструменты
- 209 Ваик. 19:32 Уважать мудрецов и вставать перед ними
- 210 Шмот 20:12 Уважать родителей
- 211 Ваик. 19:3 Трепетать перед родителями
- 212 Бер. 9:7 Плодиться и размножаться, и стремиться к продолжению рода
- 213 Дв. 24:1 Совершать кидушин
- 214 Дв. 24:5 Муж должен оставаться вместе с женой в течение первого года супружеской жизни
- 215 Бер. 17:10 Делать обрезание
- 216 Дв. 25:5-6 Совершать ибум (левиратный брак)
- 217 Дв. 25:7, 9 Совершать халицу
- 218 Дв. 22:28-29 Насильник обязан жениться на изнасилованной им девушке
- 219 Дв. 22:19 Закон о «моци шем ра»
- 220 Шмот 22:15 Закон о соблазнителе (мефате)
- 221 Дв. 21:10-13 Закон о пленнице
- 222 Дв. 24:1 Производить развод посредством разводного письма (гет)
- 223 Бем. 5:12-17 Закон о жене, заподозренной в неверности (сота)
- 224 Дв. 25:2 Наказывать плетью за определённые преступления
- 225 Бем. 35:2-23, 25 Изгонять совершившего непреднамеренное убийство из его города в город-убежище
- 226 Шмот 21:20 Казнить мечом за определённые преступления
- 227 Шмот 21:15 Казнить удушением за определённые преступления
- 228 Ваик. 20:14 Казнить сожжением за определённые преступления
- 229 Дв. 22:23-24 Побивать камнями за определённые преступления
- 230 Дв. 21:22 Вешать тела некоторых из казнённых по приговору суда
- 231 Дв. 21:23 Хоронить казнённых по приговору суда в день казни
- 232 Шмот 21:2 Закон о рабе-еврее
- 233 Шмот 21:8 Взять в жёны рабыню-еврейку, если купил её, или женить на ней своего сына
- 234 Шмот 21:8 Выкупить рабыню-еврейку
- 235 Ваик. 25:44-46, Шмот 21:26, Шмот 21:27 Закон о рабе-иноземце
- 236 Шмот 21:18, Шмот 21:19, Ваик. 24:19-20 Закон о нанесении побоев другому еврею
- 237 Шмот 21:28, Шмот 21:32 , Шмот 21:35, Шмот 21:36 Рассматривать судебные дела об ущербе, нанесённом быком
- 238 Шмот 21:33, Шмот 21:34 Рассматривать судебные дела об ущербе, нанесённом ямой
- 239 Шмот 21:37, 22:1-3 Закон о воре
- 240 Шмот 22:4 Закон о потраве поля
- 241 Шмот 22:5 Закон о поджоге
- 242 Шмот 22:6, Шмот 22:7 Закон о принявшем бесплатно на хранение (шомер хинам)
- 243 Шмот 22:9 Законы о принявшем на хранение за плату (шомер бэ-схар) и об арендаторе (сохер)
- 244 Шмот 22:13 Закон об одалживающем (шоэль)
- 245 Ваик. 25:14 Законы купли-продажи
- 246 Шмот 22:8 Рассматривать тяжбу между обвинителем и ответчиком
- 247 Дв. 25:11-12 Спасать преследуемого от руки преследующего его убийцы
- 248 Бем. 27:8-11 Законы о наследовании

### Запрещающие заповеди

#### 1—50
- 1 Исход 20:2 Не допускать мысли, что есть другие боги, кроме Всевышнего
- 2 Исход 20:3 Не создавать изваяния для поклонения
- 3 Ваик. 19:4 Не изготавливать идолов даже для других
- 4 Шмот 20:19 Не делать скульптурные изображения человека
- 5 Шмот 20:4 Не поклоняться идолам
- 6 Шмот 20:4 Не служить идолам любыми путями
- 7 Ваик. 18:21 Не передавать своих детей для служения Молеху
- 8 Ваик. 19:31 Не совершать ритуал вызывания душ умерших
- 9 Ваик. 19:31 Не совершать ритуал гадания
- 10 Ваик. 19:4 Не обращаться к идолослужению и не изучать его
- 11 Дв. 16:22 Не делать культовые обелиски
- 12 Ваик. 26:1 Не изготавливать каменные настилы для поклонения ниц
- 13 Дв. 16:21 Не сажать деревья в Храме или возле жертвенника
- 14 Шмот 23:13 Запрет клясться именем идола
- 15 Дв. 13:14 Не призывать служить идолам
- 16 Дв. 13:12 Не искушать служить идолам
- 17 Дв. 13:9 Запрет искушаемому любить искусителя
- 18 Дв. 13:9 Не прощать искусителя
- 19 Дв. 13:9 Не спасать искусителя
- 20 Дв. 13:9 Не оправдывать искусителя
- 21 Дв. 13:9 Не скрывать вину искусителя
- 22 Дв. 7:25 Не извлекать выгоду из украшений для идола
- 23 Дв. 13:17 Не отстраивать «отторгнутый город»
- 24 Дв. 13:18 Не пользоваться имуществом «отторгнутого города»
- 25 Дв. 7:26 Не использовать что-либо связанное с идолослужением
- 26 Дв. 18:20 Не пророчествовать от имени идола
- 27 Дв. 18:20 Не лжепророчествовать
- 28 Дв. 13:4 Не прислушиваться к словам лжепророка
- 29 Дв. 18:22 Не трепетать перед лжепророком
- 30 Ваик. 20:23 Не следовать путями других народов
- 31 Дв. 18:10 Не ворожить
- 32 Дв. 18:10;Ваик. 19:26 Не заниматься астрологией
- 33 Дв. 18:10;Ваик. 19:26 Не верить в приметы
- 34 Дв. 18:10 Не заниматься магией
- 35 Дв. 18:10 Не произносить заклинания
- 36 Дв. 18:10 Не обращаться к тому, кто вызывает души умерших
- 37 Дв. 18:10 Не обращаться к гадателю
- 38 Дв. 18:10 Не вызывать души умерших
- 39 Дв. 22:5 Не надевать женщинам мужскую одежду
- 40 Дв. 22:5 Не надевать мужчинам женскую одежду
- 41 Ваик. 19:28 Не делать татуировку
- 42 Дв. 22:11 Не надевать шаатнез
- 43 Ваик. 19:27 Не выбривать виски
- 44 Ваик. 19:27 Не бриться лезвием
- 45 Дв. 14:1;Ваик. 19:28 Не царапать своё тело
- 46 Дв. 17:16, 28:68; Шмот 14:13 Не селиться в Египте
- 47 Бем. 15:39 Не допускать идеи, противоречащие мировоззрению Торы
- 48 Дв. 7:2 Не заключать союз с идолопоклонниками
- 49 Дв. 20:16 Не оставлять в живых кого-либо из «семи народов» (хеттов, гергесеев, аморреев, хананеев, ферезеев, евеев и иевусеев)
- 50 Дв. 7:2 Не быть милосердным к идолопоклонникам

#### 51—100
- 51 Шмот 23:33 Не предоставлять идолопоклонникам возможность селиться в нашей стране
- 52 Дв. 7:3 Не вступать в брак с идолопоклонниками
- 53 Дв. 23:4 Не вступать в брак с мужчинами-аммонитянами и моавитянами, даже если они перешли в еврейство
- 54 Дв. 23:8 Не отдалять себя от пришельцев из потомства Исава
- 55 Дв. 23:8 Не отдалять себя от пришельцев-египтян
- 56 Дв. 23:7 Не заключать мир с аммонитянами и моавитянами
- 57 Дв. 20:19 Не вырубать плодовые деревья во время осады города
- 58 Дв. 7:21, 3:22 Не бояться врага во время войны
- 59 Дв. 25:17, 19 Не забыть то, что сделали нам потомки Амалека
- 60 Шмот 22:27 Не проклинать Имя Всевышнего
- 61 Ваик. 19:12 Не нарушать слова клятвы
- 62 Шмот 20:6 Не клясться напрасно
- 63 Ваик. 22:32, 18:21 Не осквернять Имя Бога
- 64 Дв. 6:16 Не подвергать сомнению обещания и предостережения Бога, выраженные пророком
- 65 Дв. 12:4 Не разрушать дома служения Богу, не уничтожать книги пророков, не стирать святые имена и т. п.
- 66 Дв. 21:23 Не оставлять тело повешенного преступника ночью на дереве
- 67 Бем. 18:5 Не прекращать несение сторожевой службы в Храме
- 68 Ваик. 16:2 Запрет кохену заходить в любое время в те места в Храме, куда ему разрешается заходить только во время службы
- 69 Ваик. 21:23 Не заходить кохену с увечьями в здание Храма
- 70 Ваик. 21:17 Запрет коэну с увечьем служить в Храме
- 71 Ваик. 21:18 Запрет коэну с временным увечьем служить в Храме
- 72 Бем. 18:3 Запрет левиим заниматься в Храме видами работ, предписанными для коханим, и наоборот
- 73 Ваик. 10:8-11 Запрет заходить в Храм или обучать Торе в пьяном виде
- 74 Бем. 18:4, 22 Запрет человеку, не являющемуся коэном, служить в Храме
- 75 Ваик. 22:2 Запрет коэну, находящемуся в состоянии ритуальной нечистоты совершать Храмовую службу
- 76 Ваик. 21:6 Запрет коэну нести службу в Храме в день омовения в микве, несмотря на то, что он уже ритуально чист
- 77 Бем. 5:3 Не заходить в Храм в состоянии ритуальной нечистоты
- 78 Дв. 23:11 Не заходить в состоянии ритуальной нечистоты на Храмовую гору
- 79 Шмот 20:21 Не возводить жертвенник из камней, обработанных металлическими инструментами
- 80 Шмот 20:22 Не подниматься на жертвенник по ступеням
- 81 Ваик. 6:6 Не гасить огонь на жертвеннике
- 82 Шмот 30:9 Не приносить жертвы на золотом жертвеннике
- 83 Шмот 30:33 Не изготовлять масло, подобное маслу для помазания
- 84 Шмот 30:33 Не совершать помазание маслом, изготовленным Моше, кого-либо, кроме первосвященников и царей
- 85 Шмот 30:37 Не изготовлять смесь, подобную по составу смеси для воскурений
- 86 Шмот 25:15 Не извлекать шесты для переноски Ковчега Завета из колец
- 87 Шмот 28:28 Не отделять хошен от эфода
- 88 Шмот 28:32 Не разрывать ворот одежды первосвященника
- 89 Дв. 12:13 Не приносить жертвы вне двора Храма
- 90 Ваик. 17:3-4 Не резать жертвенное животное вне двора Храма
- 91 Ваик. 22:20 Не посвящать в жертву увечное животное
- 92 Ваик. 22:22 Не резать увечное животное с целью принесения его в жертву
- 93 Ваик. 22:24 Не окроплять жертвенник кровью увечного животного
- 94 Ваик. 22:22 Не воскурять на жертвеннике определеные части увечных животных
- 95 Дв. 17:1 Не приносить в жертву животное с временными увечьями
- 96 Ваик. 22:25 Не приносить в жертву от неевреев увечное животное
- 97 Ваик. 22:21 Не наносить увечье животным, посвящённым в жертву
- 98 Ваик. 2:11 Не воскурять на жертвеннике закваску или мёд
- 99 Ваик. 2:13 Не воскурять на жертвеннике жертву без соли
- 100 Дв. 23:19 Не приносить в жертву животное, которым были оплачены услуги блудницы или полученное в обмен за собаку

#### 101—150
- 101 Ваик. 22:28 Не резать животное и его детёныша в один день
- 102 Ваик. 5:11 Не добавлять оливковое масло в хлебное приношение согрешившего
- 103 Ваик. 5:11 Не добавлять в хлебное приношение левону
- 104 Бем. 5:15 Не замешивать на масле хлебное приношение женщины, подозреваемой в измене
- 105 Бем. 5:15 Не добавлять левону в хлебное приношение женщины, подозреваемой в измене
- 106 Ваик. 27:9-10 Не заменять животное, посвящённое в жертву, другим
- 107 Ваик. 27:26 Не изменять предназначение жертвенного животного
- 108 Бем. 18:17 Не выкупать первенцев кошерного скота
- 109 Ваик. 27:33 Не продавать животное, отделённое в десятину
- 110 Ваик. 27:28 Не продавать имущество посвящённое хозяевами Храму
- 111 Ваик. 27:28 Не выкупать поле, посвящённое Храму
- 112 Ваик. 5:8 Не отделять голову птицы, приносимой в жертву хатат
- 113 Дв. 15:19 Не использовать для работы животное, посвящённое в жертву
- 114 Дв. 15:19 Не состригать шерсть с посвящённых в жертву животных
- 115 Шмот 23:18, 34:25 Не резать пасхального ягнёнка, не уничтожив предварительно весь хамец
- 116 Шмот 23:18, 34:25 Не оставлять предназначенные для воскурения на жертвеннике части пасхальной жертвы до тех пор, пока они станут непригодными для жертвоприношения
- 117 Шмот 12:10 Не оставлять мясо пасхальной жертвы до утра
- 118 Дв. 16:4 Не оставлять мясо праздничной жертвы хагига до третьего дня
- 119 Бем. 9:12 Не оставлять до утра мясо ягнёнка, приносимого во второй Песах
- 120 Ваик. 22:30 Не оставлять мясо жертвы тода до утра
- 121 Шмот 12:46 Не разламывать кости жертвы Песах
- 122 Бем. 9:12 Не разламывать кости жертвы Второго Песаха
- 123 Шмот 12:46 Не выносить мясо пасхальной жертвы с места трапезы
- 124 Ваик. 6:10 Не выпекать квасное из муки, оставшейся от минхи
- 125 Шмот 12:9 Не есть жертву Песах сваренной или недопечёной, а только прожаренной на огне
- 126 Шмот 12:45 Не угощать иноземца мясом жертвы Песах
- 127 Шмот 12:48 Не угощать необрезанного мясом жертвы Песах
- 128 Шмот 12:43 Не угощать мясом жертвы Песах еврея, перешедшего в другую веру
- 129 Ваик. 12:4 Не есть священную пищу, находясь в состоянии ритуальной нечистоты
- 130 Ваик. 7:19 Не есть мясо жертвенных животных, ставшее ритуально нечистым
- 131 Шмот 29:34;Ваик. 19:6-8 Не есть мясо, которое осталось после срока, отведённого законом для поедания мяса жертвенного животного
- 132 Шмот 29:34;Ваик. 7:18 Не есть пигуль — мясо жертвы, ставшей непригодной из-за неверного намерения жертвователя или шохета
- 133 Ваик. 22:10 Запрет человеку, не являющемуся кохеном, есть какую бы то ни было труму
- 134 Ваик. 22:10 Запрет наёмному работнику коэна есть труму
- 135 Ваик. 22:10 Запрет необрезанному есть труму
- 136 Ваик. 22:4, 9 Запрет коэну в туме есть труму
- 137 Ваик. 22:12 Запрет жене коэна, которая вступила с ним в недозволенный Торой брак, есть труму и другие приношения
- 138 Ваик. 6:16 Запрет есть приношение минха
- 139 Ваик. 6:23 Запрет коханим есть мясо жертв хатат, кровь которых вносилась внутрь Святилища
- 140 Дв. 14:3 Не есть святыни, ставшие непригодными для еды
- 141 Дв. 12:17 Не есть вне стен Иерусалима маасер шени от злаков
- 142 Дв. 12:17 Не есть вне Иерусалима маасер шени от винограда
- 143 Дв. 12:17 Не есть вне Иерусалима маасер шени от оливкового масла
- 144 Дв. 12:17 Не есть мясо первенцев скота, не имевших увечий, вне Иерусалима
- 145 Дв. 12:17 Не есть мясо жертв хатат и ашам вне храмового двора
- 146 Дв. 12:17 Не есть ничего от мяса жертв ола
- 147 Дв. 12:17 Не есть мясо «лёгких святынь» прежде, чем их кровью будет окроплён жертвенник
- 148 Дв. 12:17 Запрет коэну есть бикурим вне Иерусалима
- 149 Шмот 29:33 Запрет постороннему есть мясо жертв, имеющих статус «высшей святости»
- 150 Дв. 26:14 Не есть от плодов маасер шени, ставших тамэ

#### 151—200
- 151 Дв. 26:14 Не есть маасер шени в состоянии анинут
- 152 Дв. 26:14 Не расходовать деньги, на которые был выкуплен маасер шени, на что-либо, кроме еды и питья
- 153 Ваик. 22:15 Не есть тэвель
- 154 Шмот 22:28 Не изменять порядок отделения даров от нового урожая
- 155 Дв. 23:22 Не задерживать принесение жертв, которые обязались принести
- 156 Шмот 23:15 Не приходить в Храм на праздник, не приведя с собой жертвенное животное
- 157 Бем. 30:3 Не нарушать своё обязательство, произнесённое вслух, даже без упоминания имени Всевышнего
- 158 Ваик. 21:7 Запрет коэну жениться на блуднице
- 159 Ваик. 21:7 Запрет коэну жениться на халала
- 160 Ваик. 21:7 Запрет коэну жениться на разведённой
- 161 Ваик. 21:14 Запрет первосвященнику жениться на вдове
- 162 Ваик. 21:15 Запрет первосвященнику вступать в близость с вдовой, даже не беря её в жёны
- 163 Ваик. 10:6 Не заходить в Храм коэнам, отрастившим волосы
- 164 Ваик. 10:6 Не входить в Храм в разорванных одеждах
- 165 Ваик. 10:7 Не покидать Храм во время служения
- 166 Ваик. 21:1-3 Запрет коэну становится тамэ, участвуя в погребении кого-либо, кроме ближайших родственников
- 167 Ваик. 21:11 Запрет первосвященнику находиться под одной крышей с умершим
- 168 Ваик. 21:11 Запрет первосвященнику становиться тамэ от умершего
- 169 Дв. 18:1-2 Запрет левитам брать надел в Эрец-Исраэль
- 170 Дв. 18:1 Запрет левитам принимать участие в дележе добычи, полученной при завоевании Эрец-Исраэль
- 171 Дв. 14:1 Не рвать волосы на голове, скорбя по умершим
- 172 Дв. 14:7-8 Не есть мясо «нечистого» скота и «нечистых» диких животных
- 173 Ваик. 11:10-11 Не есть от «нечистых» рыб
- 174 Ваик. 11:13 Не есть мясо нечистых птиц
- 175 Дв. 14:19 Не есть летающих насекомых
- 176 Ваик. 11:41 Не есть ползающих насекомых
- 177 Ваик. 11:44 Не есть насекомых, размножающихся неполовым путём
- 178 Ваик. 11:42 Не есть насекомых, которые рождаются внутри семян или плодов, а затем выбираются на поверхность
- 179 Ваик. 11:43 Не есть любых пресмыкающихся и насекомых
- 180 Дв. 14:21 Не есть падаль
- 181 Шмот 22:30 Не есть трефа
- 182 Дв. 12:23 Не есть от живого животного
- 183 Бер. 32:33 Не есть седалищное сухожилие животных
- 184 Ваик. 7:26 Не употреблять в пищу кровь
- 185 Ваик. 7:23 Не есть хелев
- 186 Шмот 23:19 Не варить мясо в молоке
- 187 Шмот 34:26 Не есть мясо, сваренное в молоке
- 188 Шмот 21:28 Не есть мясо быка, приговорённого к побиению камнями
- 189 Ваик. 23:14 Не есть хлеб нового урожая до конца дня 16 Нисана
- 190 Ваик. 23:14 Не есть сушёные зёрна нового урожая до конца дня 16 Нисана
- 191 Ваик. 23:14 Не есть зёрна из свежих колосьев до конца дня 16 Нисана
- 192 Ваик. 19:23 Не есть плодов-«первенцев» от очень молодого фруктового дерева
- 193 Дв. 22:9 Не есть килаим
- 194 Дв. 32:38 Не пить вино, посвящённое идолам
- 195 Ваик. 19:26; Дв. 21:19-20 Не быть с юных лет обжорой и пьяницей
- 196 Ваик. 23:29 Не есть в Йом Кипур
- 197 Шмот 13:3 Не есть хамец в Песах
- 198 Шмот 12:20 Не есть (в Песах) продукты, в которых замешан хамец
- 199 Дв. 16:3 Не есть хамец после полудня 14 Нисана
- 200 Шмот 13:7 Не оставлять хамец в своих владениях в Песах

#### 201—250
- 201 Шмот 12:19 Не оставлять хамец в своих владениях, даже если оно принадлежит другому человеку
- 202 Бем. 6:2-3 Запрет назиру пить вино и виноградный сок
- 203 Бем. 6:2-3 Запрет назиру есть виноград
- 204 Бем. 6:2-3 Запрет назиру есть изюм
- 205 Бем. 6:4 Запрет назиру есть зёрнышки винограда
- 206 Бем. 6:4 Запрет назиру есть кожицу винограда
- 207 Бем. 6:7 Запрет назиру прикасаться к мёртвому
- 208 Бем. 6:6 Запрет назиру находиться под одной крышей с умершим
- 209 Бем. 6:5 Запрет назиру сбривать волосы с головы
- 210 Ваик. 23:22 Не сжинать весь урожай целиком
- 211 Ваик. 23:22 Не подбирать упавшие колоски, оставляя их беднякам
- 212 Ваик. 19:10 Не собирать все грозди с виноградной лозы
- 213 Ваик. 19:10 Не подбирать упавшие ягоды, оставляя их беднякам
- 214 Дв. 24:19 Не подбирать снопы, забытые при сборе урожая
- 215 Ваик. 19:19 Не засевать поле килаим
- 216 Дв. 22:9 Не высевать зерновые культуры и овощи в винограднике
- 217 Ваик. 19:19 Не скрещивать разные виды животных
- 218 Дв. 22:10 Не использовать для работы разные виды животных вместе
- 219 Дв. 25:4 Не препятствовать рабочему скоту есть подножный корм
- 220 Ваик. 25:4 Не обрабатывать землю в седьмой год
- 221 Ваик. 25:4 Не ухаживать в седьмой год за плодовыми деревьями
- 222 Ваик. 25:5 Не собирать урожай в седьмой год
- 223 Ваик. 25:5 Не собирать урожай плодов в седьмой год
- 224 Ваик. 25:11 Не обрабатывать землю в йовель
- 225 Ваик. 25:11 Не собирать урожай йовеля
- 226 Ваик. 25:11 Не собирать в йовель урожай плодовых деревьев
- 227 Ваик. 25:23 Не продавать землю безвозвратно
- 228 Ваик. 25:34 Не продавать принадлежащие левиим поля
- 229 Дв. 12:19 Не лишать левиим поддержки
- 230 Дв. 15:2 Не взыскивать долги в седьмой год
- 231 Дв. 15:9 Не отказывать в ссуде из-за приближения седьмого года
- 232 Дв. 15:7 Не уклоняться от оказания материальной помощи неимущим
- 233 Дв. 15:13 Не отсылать с пустыми руками раба-еврея, выходящего на свободу
- 234 Шмот 22:24 Не требовать возврат долга, если известно, что должник не в состоянии его вернуть
- 235 Ваик. 25:37 Не давать взаймы под проценты
- 236 Дв. 23:20 Не брать в долг под проценты
- 237 Шмот 22:24 Не способствовать заключению сделки, подразумевающей выплату долга с процентами
- 238 Ваик. 19:13 Не притеснять наёмного работника, задерживая его зарплату
- 239 Дв. 24:10 Не брать у должника залог силой
- 240 Дв. 24:12 Запрет заимодавцу удерживать у себя залог в час, когда он необходим должнику
- 241 Дв. 24:17 Не брать залог у вдовы
- 242 Дв. 24:6 Не брать в залог утварь, предназначенную для приготовления пищи
- 243 Шмот 20:12 Не похищать евреев
- 244 Ваик. 19:11 Не похищать деньги и имущество
- 245 Ваик. 19:13 Не грабить
- 246 Дв. 19:14 Не захватывать принадлежащие другим участки земли
- 247 Ваик. 19:13 Не задерживать выплату долга
- 248 Ваик. 19:11 Не отрицать долги, которые обязан выплатить
- 249 Ваик. 19:11 Не клясться ложно, отрицая свои долги
- 250 Ваик. 25:14 Не обманывать друг друга в торговле

#### 251—300
- 251 Ваик. 25:17 Не обижать друг друга речами
- 252 Шмот 22:20; Ваик. 19:33 Не обижать гера речами
- 253 Шмот 22:20 Не обманывать гера в сделках
- 254 Дв. 23:16 Не возвращать раба, бежавшего в Эрец-Исраэль из другой страны
- 255 Дв. 23:17 Не оскорблять своими речами беглого раба
- 256 Шмот 22:21 Не притеснять вдов и сирот
- 257 Ваик. 25:39 Не использовать раба-еврея для работ, унижающих его достоинство
- 258 Ваик. 25:42 Не продавать раба-еврея подобно тому, как продают рабов
- 259 Ваик. 25:43 Не занимать раба-еврея бессмысленной работой
- 260 Ваик. 25:53 Не допускать, чтобы нееврей возлагал бессмысленную работу на раба-еврея
- 261 Шмот 21:8 Не продавать рабыню-еврейку другому хозяину
- 262 Шмот 21:10 Не ущемлять интересы рабыни-еврейки
- 263 Дв. 21:10-14 Не продавать захваченную на войне пленницу
- 264 Дв. 21:14 Не порабощать пленницу
- 265 Шмот 20:13 Не применять различные уловки с целью приобрести нечто, принадлежащее кому-либо из евреев
- 266 Дв. 5:18 Не привязываться в своих мыслях к чему-либо из имущества, принадлежащего другому
- 267 Дв. 23:26 Запрет наёмному работнику есть во время работы плоды с поля или с деревьев сада, в котором он работает
- 268 Дв. 23:25 Запрет наёмному работнику уносить с собой плоды урожая, сверх того, что ему разрешено есть по окончании сбора на месте работы
- 269 Дв. 22:1, 3 Не оставлять без внимания потерянную кем-то вещь
- 270 Шмот 23:5 Не оставлять без помощи путника, у которого упала вьючная скотина
- 271 Ваик. 19:35 Не мошенничать при обмере земли и при взвешивании товаров
- 272 Дв. 25:13-15 Не содержать в своём владении неверные гири и другие мерные инструменты
- 273 Ваик. 19:15 Запрет судье вершить несправедливый суд
- 274 Шмот 23:8 Запрет судье принимать подарки
- 275 Ваик. 19:15 Запрет судье лицеприятствовать одной из сторон
- 276 Дв. 1:17 Запрет судье выносить оправдательный приговор из страха перед преступником
- 277 Шмот 23:3 Запрет судье выносить приговор из жалости в пользу бедняка
- 278 Шмот 23:6 Запрет судье судить о человеке предвзято, даже когда известно, что он нечестивец
- 279 Дв. 19:21, 13 Запрет судье проявлять снисхождение к тому, кто убил или ранил человека непреднамеренно
- 280 Дв. 24:17 Не вершить несправедливый суд в отношении геров и сирот
- 281 Шмот 23:1 Запрет судье выслушивать претензии одной из тяжущихся сторон в отсутствие другой
- 282 Шмот 23:2 Не выносить смертный приговор, если перевес всего в один голос
- 283 Шмот 23:2 Запрет судье выносить решение, опираясь лишь на мнение и авторитет другого судьи
- 284 Дв. 1:13 Не назначать судьёй человека недостаточно сведущего в законах Торы
- 285 Шмот 20:16; Дв. 5:17 Не лжесвидетельствовать
- 286 Шмот 23:1 Не принимать свидетельские показания от нечестивца
- 287 Дв. 24:16 Не принимать свидетельство родственников
- 288 Дв. 19:15 Не выносить приговор на основании слов одного свидетеля
- 289 Шмот 20:13;Дв. 5:17 Не убивать друг друга
- 290 Шмот 23:7 Запрет суду выносить наказание, опираясь на улики и логический анализ происшествия
- 291 Бем. 35:30 Запрет свидетелю высказывать своё мнение по тому делу, где он выступает в качестве свидетеля
- 292 Бем. 35:12 Не убивать преступника без суда и следствия
- 293 Дв. 25:12 Не щадить жизнь преследователя
- 294 Дв. 22:25-26 Не наказывать того, кто был принуждён к преступлению
- 295 Бем. 35:31 Не принимать выкуп за преступника, совершившего умышленное убийство
- 296 Бем. 35:32 Не принимать выкуп за совершившего неумышленное убийство, чтобы освободить его от изгнания
- 297 Ваик. 19:16 Не оставлять еврея в смертельной опасности
- 298 Дв. 22:8 Не оставлять в наших поселениях и домах источники повышенной опасности
- 299 Ваик. 19:14 Не подводить друг друга недобросовестными советами
- 300 Дв. 25:3 Запрет судье назначать, а судебному исполнителю наносить такие удары бичом, которые могут привести к смерти

#### 301—365
- 301 Ваик. 19:16 Не распространять сплетни и клевету
- 302 Ваик. 19:17 Запрет ненавидеть друг друга
- 303 Ваик. 19:17 Не позорить друг друга
- 304 Ваик. 19:18 Не мстить друг другу
- 305 Ваик. 19:18 Не проявлять злопамятность
- 306 Дв. 22:6 Не брать птицу вместе с птенцами или яйцами
- 307 Ваик. 13:31-33 Не сбривать волосы на язве
- 308 Дв. 24:8 Не срывать с кожи признаки проказы
- 309 Дв. 21:4 Не обрабатывать землю в долине, где производится ритуал эгла аруфа
- 310 Шмот 22:17 Не оставлять в живых колдуна
- 311 Дв. 24:5 Не отрывать молодого мужа от дома в первый год после свадьбы
- 312 Дв. 17:11 Не прекословить решению бейт-дина
- 313 Дв. 13:1 Не прибавлять что-либо к Торе
- 314 Дв. 13:1 Не убавлять что-либо от Торы
- 315 Шмот 22:27 Не проклинать судью
- 316 Шмот 22:27 Не проклинать наси
- 317 Ваик. 19:14 Не проклинать еврея
- 318 Шмот 21:17 Не проклинать родителей
- 319 Шмот 21:15 Не бить родителей
- 320 Шмот 20:9 Не совершать работу в шаббат
- 321 Шмот 16:29 Не отдаляться в шаббат за пределы 2000 локтей от города
- 322 Шмот 35:2-3 Не карать преступников в шаббат
- 323 Шмот 12:16 Не совершать работу в первый день Песаха
- 324 Шмот 12:16 Не совершать работу в седьмой день Песаха
- 325 Ваик. 23:21 Не совершать работу в Ацерет
- 326 Ваик. 23:24-25 Не совершать работу в Рош Ха-Шана
- 327 Ваик. 23:34-35 Не совершать работу в первый день Суккот
- 328 Ваик. 23:36 Не совершать работу в Шмини Ацерет
- 329 Ваик. 23:27-28 Не совершать работу в Йом ха-кипурим
- 330 Ваик. 18:7 Не вступать в близость с матерью
- 331 Ваик. 18:8 Не вступать в близость с женой отца
- 332 Ваик. 18:9 Не вступать в близость с сестрой
- 333 Ваик. 18:11 Не вступать в близость с дочерью отца от другой жены
- 334 Ваик. 18:10 Не вступать в близость с дочерью сына
- 335 Ваик. 18:10 Не вступать в близость с внучкой от дочери
- 336 Ваик. 18:10 Не вступать в близость с дочерью
- 337 Ваик. 18:17 Не брать в жёны женщину и её дочь
- 338 Ваик. 18:17 Не брать в жёны женщину и её внучку от сына
- 339 Ваик. 18:17 Не брать в жёны женщину и её внучку от дочери
- 340 Ваик. 18:12 Не вступать в близость с сестрой отца
- 341 Ваик. 18:13 Не вступать в близость с сестрой матери
- 342 Ваик. 18:14 Не вступать в близость с женой брата отца
- 343 Ваик. 18:15 Не вступать в близость с женой сына
- 344 Ваик. 18:16 Не вступать в близость с женой брата
- 345 Ваик. 18:18 Не вступать при жизни жены в близость с её сестрой
- 346 Ваик. 18:19 Не вступать в близость с нидой
- 347 Ваик. 18:20 Не вступать в близость с замужней женщиной
- 348 Ваик. 18:23 Не вступать в близость с животными
- 349 Ваик. 18:23 Запрет женщине вступать в близость с животными
- 350 Ваик. 18:22;Дв. 23:18 Запрет мужчине вступать в близость с другим мужчиной
- 351 Ваик. 18:7 Не вступать в близость с отцом
- 352 Ваик. 18:14 Не вступать в близость с братом отца
- 353 Ваик. 18:6 Запрет проявлять знаки интимной близости по отношению к лицам, с которыми близость запрещена
- 354 Дв. 23:3 Запрет мамзеру вступать в близость с еврейкой
- 355 Дв. 23:18 Не вступать в близость с женщиной без брачного договора
- 356 Дв. 24:1-4 Не возвращать прежнюю жену, если, получив развод, она успела побывать замужем (или хотя бы в близости) за другим
- 357 Дв. 25:5 Не вступать в близость с йевама[2]
- 358 Дв. 22:28-29 Запрет мужчине-насильнику разводиться со своей женой (своей жертвой)
- 359 Дв. 22:19 Запрет давать развод жене, если муж ложно заявил, что не нашёл у неё следов девственности
- 360 Дв. 23:2 Запрет мужчине-кастрату вступать в близость с еврейкой
- 361 Ваик. 22:24 Запрет кастрировать самцов и мужчин
- 362 Дв. 17:15 Не возводить на царство в Израиле нееврея
- 363 Дв. 17:15-16 Запрет царю содержать слишком много лошадей
- 364 Дв. 17:17 Запрет царю иметь большое число жён
- 365 Дв. 17:17 Запрет царю преумножать свою личную казну